# Matczyn
Matczyn – wieś w Polsce położona w województwie lubelskim, w powiecie lubelskim, w gminie Bełżyce.
W latach 1975–1998 miejscowość administracyjnie należała do ówczesnego województwa lubelskiego. 
Według Narodowego Spisu Powszechnego z roku 2011 wieś liczyła 503 mieszkańców.
Znajdują się tam szkoła podstawowa, kościół katolicki oraz dom pomocy społecznej.
W czasie kampanii wrześniowej stacjonował tu III/6 dywizjon myśliwski.
W nocy z 15 na 16 kwietnia 1944 r. na polu w pobliżu tej miejscowości odbyło się pierwsze w okupowanej Polsce konspiracyjne lądowanie transportowego samolotu alianckiego „Dakota”, który wystartował z Brindisi w ramach akcji "Most 1", transportując z powodzeniem materiały i kurierów dla Armii Krajowej. Miejscowa ludność pomagała w organizacji lądowiska, które zostało wykryte przez Niemców po odlocie samolotu. Hitlerowcy w odwecie zabili pięciu mężczyzn-cywili: sołtysa wsi, trzech braci z Wojcieszyna oraz przypadkowego przechodnia. Zdarzenie to jest upamiętnione tablicą na ścianie parafialnego kościoła w Matczynie. 
Wieś jest siedzibą rzymskokatolickiej parafii Wniebowzięcia Najświętszej Maryi Panny.